# Flugunfall der Taiwan Airlines auf Lü Dao
Der Flugunfall der Taiwan Airlines auf Lü Dao ereignete sich am 19. Januar 1988. An diesem Tag wurde eine Pilatus Britten-Norman BN-2A-26 Islander, mit der ein Inlandslinienflug der taiwanesischen Regionalfluggesellschaft Taiwan Airlines von Taitung nach Lü Dao durchgeführt wurde, im Endanflug auf den Zielflughafen gegen einen Hang geflogen. Bei dem Unfall überlebte nur ein Passagier, die übrigen zehn Personen an Bord kamen ums Leben.

## Flugzeug
Bei der betroffenen Maschine handelte es sich um eine 1986 gebaute Pilatus Britten-Norman BN-2A-26 Islander mit der Werknummer 2029, die zum Zeitpunkt des Unfalls ein Jahr und einen Monat alt war. Der Erstflug der Maschine war am 18. Dezember 1986 mit dem Kennzeichen G-BNGA erfolgt. Die Maschine war zunächst auf den Hersteller zugelassen, am 28. August 1987 wurde sie an die Taiwan Airlines ausgeliefert, die sie mit dem Luftfahrzeugkennzeichen B-11125 zuließ. Das zweimotorige Zubringerflugzeug war mit zwei Flugmotoren des Typs Lycoming O-540-E4C5 ausgestattet.

## Passagiere und Besatzung
Den Inlandslinienflug von Taitung nach Lü Dao hatten zehn Passagiere angetreten. Es befand sich ein einzelner Pilot an Bord der Maschine. Auf dem Kurzstreckenflug waren weder ein zweiter Pilot noch Flugbegleiter vorgesehen. Alle Insassen der Maschine waren Taiwanesen.

## Unfallhergang
Die Maschine befand sich unter schwierigen Wetterbedingungen bei schlechter Sicht im Anflug auf Lü Dao, als sie wenige Kilometer vom Zielflughafen entfernt gegen einen Hang geflogen wurde. Den Unfall überlebten zunächst zwei Passagiere schwer verletzt, von denen jedoch einer später starb. Aus dem Zustand der Wrackteile und anhand der verkohlten Leichen konnten die Ermittler schließen, dass die Maschine beim Aufprall explodiert und in Brand geraten war.